# Gabriel Strefezza
Gabriel Tadeu Strefezza Rebecato (São Paulo, 18 de abril de 1997), más conocido como Gabriel Strefezza, es un futbolista brasileño que juega como delantero y su equipo es el Olympiacos F. C. de la Superliga de Grecia.

## Trayectoria

### SPAL
Espeto nació en Brasil y es de ascendencia italiana. Jugó para las reservas del Corinthians durante 10 años, hasta que se fue al SPAL en diciembre de 2016. El 31 de marzo de 2017, Espeto hizo su debut profesional con el SPAL en la Serie B como suplente reemplazando a Paolo Ghiglione en el minuto 79 en la derrota por 1-0 como visitante. contra Avellino. Firmó su primer contrato profesional con SPAL el 2 de mayo de 2017.

### Juve Stabia
El 10 de julio de 2017, Espeto y Tommaso Costantini fueron fichados por la Juve Stabia de la Serie C en condición de préstamo por una temporada. El 30 de julio, Espeto debutó con la Juve Stabia y marcó su primer gol profesional en el minuto 47 en la victoria por 3-1 sobre Bassano Virtus en la primera ronda de la Copa Italia, jugó todo el partido. El 23 de septiembre, Espeto debutó en la Serie C con la Juve Stabia como suplente en sustitución de Filippo Berardi en el minuto 68 de la victoria por 2-1 como visitante sobre el Paganese. El 3 de octubre jugó su primer partido como titular con la Juve Stabia en la Serie C en la derrota por 1-0 ante el Bisceglie. El 3 de diciembre, Espeto anotó su primer gol en la Serie C en el minuto 53 en el empate 2-2 en casa contra Casertana. El 21 de enero de 2018 jugó su primer partido completo con el club del empate 1-1 en casa contra el Catanzaro. El 11 de marzo, Espeto anotó su segundo gol en la liga en el minuto 39 de la victoria en casa por 7-0 sobre el Akragas. El 22 de abril marcó su tercer gol en el minuto 58 en la derrota a domicilio por 3-1 contra Casertana. Espeto finalizó su cesión a la Juve Stabia con 36 partidos, 4 goles y 4 asistencias.

### Cremonese
El 10 de julio de 2018, Espeto fue cedido al club Cremonese de la Serie B con opción de compra. El 5 de agosto debutó con el Cremonese como suplente sustituyendo a Gaetano Castrovilli en el minuto 66 de la derrota por 4-2 en los penaltis tras un empate 2-2 contra el Pisa en la segunda ronda de la Copa Italia. El 31 de agosto debutó en la Serie B como suplente sustituyendo a Giampietro Perrulli en el minuto 64 y en el mismo minuto marcó su primer gol con el club. El 23 de septiembre, Espeto jugó su primer partido como titular con el Cremonese del empate 1-1 ante Padova, fue reemplazado por Paulinho en el minuto 60. El 22 de diciembre jugó su primer partido completo para el club en la derrota en casa por 2-1 contra el Carpi. El 10 de marzo de 2019, Espeto fue expulsado con una doble tarjeta amarilla, como suplente, en el minuto 91 de la victoria por 1-0 en casa sobre el Benevento. Espeto finalizó su cesión al Cremonese con 24 apariciones y 1 gol.

### Regreso a SPAL
Strefezza regresó al SPAL para la temporada 2019/2020 de la Serie A, debutando en el campo como suplente en el tercer partido y la primera victoria del equipo ante la Lazio. Su contrato con el club se renovó al día siguiente, hasta el 30 de junio de 2022. El 21 de diciembre de 2019, marcó su primer gol en la Serie A en la victoria por 2-1 como visitante contra el Torino.

## Estadísticas

### Clubes
| Club                       | Div.          | Temporada     | Liga  | Liga  | Copas nacionales | Copas nacionales | Copas internacionales | Copas internacionales | Total | Total |
| Club                       | Div.          | Temporada     | Part. | Goles | Part.            | Goles            | Part.                 | Goles                 | Part. | Goles |
| -------------------------- | ------------- | ------------- | ----- | ----- | ---------------- | ---------------- | --------------------- | --------------------- | ----- | ----- |
| SPAL · Italia              | 2.ª           | 2016-17       | 1     | 0     | 0                | 0                | –                     | –                     | 0     | 0     |
| S. S. Juve Stabia · Italia | 3.ª           | 2017-18       | 34    | 3     | 2                | 1                | –                     | –                     | 36    | 4     |
| S. S. Juve Stabia · Italia | Total club    | Total club    | 34    | 3     | 2                | 1                | –                     | –                     | 36    | 4     |
| U. S. Cremonese · Italia   | 2.ª           | 2018-19       | 23    | 1     | 1                | 0                | –                     | –                     | 24    | 1     |
| U. S. Cremonese · Italia   | Total club    | Total club    | 23    | 1     | 1                | 0                | –                     | –                     | 24    | 1     |
| SPAL · Italia              | 1.ª           | 2019-20       | 32    | 1     | 1                | 0                | –                     | –                     | 33    | 1     |
| SPAL · Italia              | 2.ª           | 2020-21       | 29    | 4     | 2                | 0                | –                     | –                     | 31    | 4     |
| SPAL · Italia              | Total club    | Total club    | 62    | 5     | 3                | 0                | –                     | –                     | 65    | 5     |
| U. S. Lecce · Italia       | 2.ª           | 2021-22       | 35    | 14    | 1                | 0                | –                     | –                     | 36    | 14    |
| U. S. Lecce · Italia       | 1.ª           | 2022-23       | 35    | 8     | 1                | 1                | –                     | –                     | 36    | 9     |
| U. S. Lecce · Italia       | 1.ª           | 2023-24       | 19    | 1     | 2                | 1                | –                     | –                     | 21    | 2     |
| U. S. Lecce · Italia       | Total club    | Total club    | 89    | 23    | 4                | 2                | –                     | –                     | 93    | 25    |
| Como 1907 · Italia         | 2.ª           | 2023-24       | 15    | 3     | –                | –                | –                     | –                     | 15    | 3     |
| Como 1907 · Italia         | 1.ª           | 2024-25       | 37    | 6     | 1                | 0                | –                     | –                     | 38    | 6     |
| Como 1907 · Italia         | Total club    | Total club    | 52    | 9     | 1                | 0                | –                     | –                     | 53    | 9     |
| Olympiacos F. C. · Grecia  | 1.ª           | 2025-26       | 0     | 0     | 0                | 0                | 0                     | 0                     | 0     | 0     |
| Olympiacos F. C. · Grecia  | Total club    | Total club    | 0     | 0     | 0                | 0                | 0                     | 0                     | 0     | 0     |
| Total carrera              | Total carrera | Total carrera | 260   | 41    | 11               | 3                | 0                     | 0                     | 271   | 44    |
| 1.                         |               |               |       |       |                  |                  |                       |                       |       |       |

## Palmarés

### Títulos nacionales
| Título  | Club        | País   | Año     |
| ------- | ----------- | ------ | ------- |
| Serie B | SPAL        | Italia | 2016-17 |
| Serie B | U. S. Lecce | Italia | 2021-22 |